# 요한 바네르
요한 바네르(스웨덴어: Johan Banér, 1596년 6월 23일 ~ 1641년 5월 10일)는 30년 전쟁 당시 구스타브 10세 밑에서 싸운 스웨덴 제국의 육군 원수였다. 30년 전쟁 당시 구스타브 10세를 도와 신성 로마 제국 및 에스파냐 연합군을 격퇴하는데 큰 기여를 했으나 뇌르틀링겐 전투에서의 패배로 충격에서 벗어나지 못했다. 바덴 변경백의 요한나 마르가레타와 결혼하여 신성 로마 제국의 독일 군주들과 동등한 위치에 설 기회를 얻기도 했으나, 개인적인 야망으로 인해 스웨덴 군의 기강을 흐트러뜨리기도 했다는 비판을 받기도 한다. 그의 후임인 토르스텐손 장군이 스웨덴 군의 기강을 바로 세움으로써 이 문제는 해결되었다.

## 군사 경력
그는 1615년부터 잉그리안 전쟁 등 다양한 전쟁에 참전했지만, 가장 큰 두각을 드러낸 전쟁은 30년 전쟁이었다. 1630년 구스타프 아돌푸스가 독일에 상륙했을 때, 그는 왕의 주요 신하 중 한 사람으로써 독일 북부 지역에 대한 전역에 참전하였다. 그의 첫 전투인 브라이텐펠트 전투에서 그는 스웨덴 기병의 우익을 이끌었다. 그는 오늘날의 아우크스부르크와 뮌헨을 점령했으며 레흐 전투에서 황제군을 격파하였다. 또한 도나우베르트 지역에서도 군사 임무를 수행했다.
그러나 알베르히트 폰 발렌슈타인의 전투 막사가 있는 알테베스테에서의 실패한 공격에서 바네르는 부상을 당했다. 곧 구스타브가 뤼첸으로 진격했을 때 그는 서부의 사령부 지대에 남아 있어야 했다. 뤼첸 전투에서 스웨덴 국왕이 사망하였지만, 2년 후 그는 스웨덴 육군 원수가 되어 16,000명의 군대를 이끌며 보헤미아 지역을 통과했다. 그리고 그는 곧 작센 선제후령의 군대와 합류해 프라하로 진격했다. 그러나 베른하르트가 뇌르틀링겐 전투에서 대패하자 그의 성공적인 진군도 일시적으로 중단되었다. 그의 진군이 멈춘 후 1635년 프라하 평화 회담이 스웨덴 군에 의해 중재되었으나, 스코틀랜드 출신의 알렉산더 레슬리와 렌나르트 토르스텐손, 제임스 킹 장군과 함께 비스토크 전투에서 황제군을 격파하여 스웨덴 군의 영향력을 크게 증대시켰다. 바네르는 크리스티나 여왕에게 올리는 보고서에서 "저의 병사들은 육군 원수 레슬리가 4개의 여단을 저희 쪽으로 보내주어 적군 4개 보병을 격퇴시키지 않았더라면 전체적인 재앙에 휩쓸렸을 것입니다."라고 적었다. 그러나 3국의 연합군은 패배시킨 황제군에 비해 열악하였고, 바네르는 적군을 향한 공세를 취하지 않을 수 없었다. 그는 오데르 강의 스웨덴령 포메라니아로 후퇴하였다.
1639년 그는 독일 북부를 다시 휩쓸면서 작센 군을 쳄니츠 전투에서 격퇴시키고 보헤미아를 직접 침공했다. 1640년부터 1641년까지 그는 서부 지역에서 나머지 일상을 보냈다. 그의 마지막 성과는 다뉴브 강에서의 쿠데타를 저지한 것이었다. 한 겨울에 그는 장 밥티스트 부데 장군의 프랑스 군대와 연합하여 레겐스부르크 공국을 놀랬켰다. 레겐스부르크 점령은 강 도하 중 얼음이 깨져 실패로 돌아갔다. 바네르는 결국 할베슈타트로 다시 후퇴했다. 1641년에 그는 여기서 간염으로 사망했을 것으로 추정되는데 그 원인은 과음으로 보고 있다. 그는 후임자로 렌나르트 토르스텐손을 지명했다.